# Todor Nikolov
Todor Nikolov (bulharskou cyrilicí Тодор Кръстев Николов) (1. června 1945, Stara Zagora - 9. května 2001 Stara Zagora) byl bulharský fotbalový brankář.

## Fotbalová kariéra
V bulharské lize hrál za PFK Beroe Stara Zagora a  OFK Sliven 2000. V Poháru vítězů pohárů nastoupil v 6 utkáních a v Poháru UEFA nastoupil v 1 utkání. Za bulharskou reprezentaci nastoupil v letech 1976–1977 ve 3 utkáních. S bulharskou reprezentací získal stříbrnou medaili na fotbalovém turnaji olympijských her v Mexico City roku 1968, nastoupil v utkání proti Mexiku. 

## Ligová bilance
| Ročník                                | Zápasy | Góly | Klub               |
| ------------------------------------- | ------ | ---- | ------------------ |
| 1. bulharská fotbalová liga 1964/1965 | 19     | 0    | Beroe Stara Zagora |
| 1. bulharská fotbalová liga 1965/1966 | 30     | 0    | Beroe Stara Zagora |
| 1. bulharská fotbalová liga 1966/1967 | 27     | 0    | Beroe Stara Zagora |
| 1. bulharská fotbalová liga 1967/1968 | 25     | 0    | Beroe Stara Zagora |
| 1. bulharská fotbalová liga 1968/1969 | 21     | 0    | Beroe Stara Zagora |
| 1. bulharská fotbalová liga 1969/1970 | 16     | 0    | Beroe Stara Zagora |
| 2. bulharská fotbalová liga 1970/1971 | -      | -    | Beroe Stara Zagora |
| 1. bulharská fotbalová liga 1971/1972 | 22     | 0    | Beroe Stara Zagora |
| 1. bulharská fotbalová liga 1972/1973 | 17     | 0    | Beroe Stara Zagora |
| 1. bulharská fotbalová liga 1973/1974 | 26     | 0    | Beroe Stara Zagora |
| 1. bulharská fotbalová liga 1974/1975 | -      | -    | OFK Sliven 2000    |
| 1. bulharská fotbalová liga 1975/1976 | -      | -    | OFK Sliven 2000    |
| 1. bulharská fotbalová liga 1976/1977 | -      | -    | OFK Sliven 2000    |
| 1. bulharská fotbalová liga 1977/1978 | 25     | 0    | Beroe Stara Zagora |
| 1. bulharská fotbalová liga 1978/1979 | 20     | 0    | Beroe Stara Zagora |
| 1. bulharská fotbalová liga 1979/1980 | 8      | 0    | Beroe Stara Zagora |
| 1. bulharská fotbalová liga 1980/1981 | 7      | 0    | Beroe Stara Zagora |
| CELKEM 1. bulharská fotbalová liga    | -      | -    |                    |